# Dvořisko (Choceň)
Dvořisko (německy Dworschisko) je vesnice a část města Choceň v okrese Ústí nad Orlicí. Nachází se asi 2,5 kilometru jihozápadně od Chocně. Prochází tudy železniční trať Choceň–Litomyšl a silnice II/357. Dvořisko je také název katastrálního území o rozloze 2,2 km². V katastrálním území Dvořisko leží i Podrážek. Žije zde 187 obyvatel.

## Historie
První písemná zmínka o vesnici pochází z roku 1690.

## Pamětihodnosti
Na návsi stojí kamenný kříž z roku 1888. Při silnici na Choceň se nacházejí dva smírčí kříže.